# Олійник Іван Анатолійович
Іва́н Анато́лійович Олі́йник (27 липня 1993 — 11 серпня 2014) — солдат 30-ї окремої механізованої бригади Збройних сил України, учасник російсько-української війни.

## Життєвий шлях
Народився 1993 року в місті Пирятин (Полтавська область). Закінчив 2008-го 9 класів пирятинської загальноосвітньої школи № 3; 2010 року — Прилуцький професійно-технічний ліцей, здобувши професію автослюсаря. Потім пішов на військову службу, в 2011—2012 роках служив в навчальному центрі «Десна» (1121-й окремий навчальний зенітний ракетно-артилерійський полк), отримав військову спеціальність механіка-водія зенітних установок. Далі була служба за контрактом; механік-водій, 30-та окрема механізована бригада.
З весни 2014 року ніс службу на блокпостах у Херсонській області (адміністративний кордон з окупованою російськими військами Автономною Республікою Крим). Звільняв Маріуполь. Був серед тих, хто підіймав Український Стяг над пагорбом Савур-могила.
У травні 2014-го на 4 дні приїхав додому та запропонував цивільній дружині взяти шлюб.
Загинув 11 серпня 2014 року о 14:00 під час обстрілу з БМ-21 «Град» та танків КП бригади в районі села Степанівка (Шахтарський район) — привалило хвилею від вибуху. Тоді ж полягли Даніл Кіріллов, Сергій Майборода та Вадим Пашковський, зник безвісти Роман Веремійчук.
Залишилися дружина Вікторія та син Єгор, який народився 5 серпня 2014 року; першим словом його було «тато».

## Нагороди та вшанування
За особисту мужність і героїзм, виявлені у захисті державного суверенітету та територіальної цілісності України, вірність військовій присязі під час російсько-української війни, відзначений — нагороджений
- орденом «За мужність» III ступеня (15.5.2015, посмертно)
- Внесений до списку загиблих полтавців та Книги Пошани Полтавської обласної ради
- Від 2015 року в Пирятині проводиться щорічний шаховий турнір пам'яті Івана Олійника
- його портрет розміщений на меморіалі «Стіна пам'яті полеглих за Україну» у Києві: секція 2, ряд 2, місце 31
- 18 вересня 2019 року в Пирятинській ЗОШ № 4 відкрито меморіальні дошки випускникам Олійнику Івану Анатолійовичу та Шляхтичу Олександру Валентиновичу
- Почесний громадянин міста Новоград-Волинський (посмертно; рішення Новоград-Волинської міської ради від 24.07.2020 № 1002)[1]
- вшановується на щоденному ранковому церемоніалі вшанування захисників України, які загинули цього дня в різні роки внаслідок російської збройної агресії.[2].